# Coullemelle
Coullemelle – miejscowość i gmina we Francji, w regionie Hauts-de-France, w departamencie Somma.
Według danych na rok 1990 gminę zamieszkiwało 230 osób, a gęstość zaludnienia wynosiła 25 osób/km² (wśród 2293 gmin Pikardii Coullemelle plasuje się na 769. miejscu pod względem liczby ludności, natomiast pod względem powierzchni na miejscu 515.).